# Siasconset (Massachusetts)
Siasconset es un lugar designado por el censo ubicado en el condado de Nantucket en el estado estadounidense de Massachusetts. En el Censo de 2010 tenía una población de 205 habitantes y una densidad poblacional de 32,49 personas por km².

## Geografía
Siasconset se encuentra ubicado en las coordenadas 41°15′55″N 69°58′23″O / 41.26528, -69.97306. Según la Oficina del Censo de los Estados Unidos, Siasconset tiene una superficie total de 6.31 km², de la cual 5.49 km² corresponden a tierra firme y (13.05%) 0.82 km² es agua.

## Demografía
Según el censo de 2010, había 205 personas residiendo en Siasconset. La densidad de población era de 32,49 hab./km². De los 205 habitantes, Siasconset estaba compuesto por el 94.63% blancos, el 1.95% eran afroamericanos, el 0% eran amerindios, el 0% eran asiáticos, el 0% eran isleños del Pacífico, el 0.98% eran de otras razas y el 2.44% pertenecían a dos o más razas. Del total de la población el 2.93% eran hispanos o latinos de cualquier raza.